# TV Anhanguera Anápolis
TV Anhanguera Anápolis é uma emissora de televisão brasileira com sede em Anápolis, GO. Pertence à Rede Anhanguera, afiliada à TV Globo. Opera no canal 7 (33 UHF digital). É uma das redes de transmissão regionais da Rede Anhanguera em Goiás, que tem a central localizada em Goiânia.

## História
No dia 24 de outubro de 2012, a Rede Anhanguera lançou a nova logomarca, com traços semelhantes aos da TV Globo. Na ocasião, todas as emissoras da rede no interior de Goiás seguiram o exemplo das emissoras tocantinenses (Araguaína, Gurupi e Palmas) e da emissora da capital Goiânia, passando a adotar o nome TV Anhanguera.

## Sinal digital
| PSIP | Canal  | Proporção de tela | Programação                                             |
| ---- | ------ | ----------------- | ------------------------------------------------------- |
| 7.1  | 33 UHF | 1080i             | Programação principal da TV Anhanguera Anápolis / Globo |

Transição para o sinal digital
Com base no decreto federal de transição das emissoras de TV brasileiras do sinal analógico para o digital, a TV Anhanguera Anápolis, bem como as outras emissoras de Anápolis, cessou suas transmissões pelo canal 07 VHF em 21 de junho de 2017, seguindo o cronograma oficial da ANATEL.